# دوان جونز
دوان جونز (بالإنجليزية: DeJuan Jones)‏ هو لاعب كرة قدم أمريكي في مركز الوسط، ولد في 24 يونيو 1997 في لانسنغ في الولايات المتحدة. لعب مع نيو إنغلاند ريفولوشن.

## وصلات خارجية
- دوان جونز على موقع الدوري الأمريكي (الإنجليزية)
- دوان جونز على موقع قاعدة بيانات كرة القدم.إي يو (الإنجليزية)
- دوان جونز على موقع ناشيونال فوتبول تيمز (الإنجليزية)
- دوان جونز على موقع Soccerway.com (الإنجليزية)
- دوان جونز على موقع عالم كرة القدم.نت (الإنجليزية)